# Bogomiagkowo (Kraj Zabajkalski)
Bogomiagkowo (ros. Богомягково) – wieś w Rosji, w Kraju Zabajkalskim, w rejonie szyłkińskim. W 2010 liczyła 520 mieszkańców.